# Леринське абатство
 Леринське абатство, або Лерінське абатство (фр. Abbaye de Lérins) — католицький монастир на острові Сент-Онора (Леринські острови) біля узбережжя Канн. Один з найдавніших монастирів Галлії. Заснований близько 410 року. В даний час належить католицькому ордену цистерціанців. 
Як розташований в міському районі має постійне поромне сполучення з Каннами. Дістатися на острів можна зі старого порту, розташованого на початку набережної Круазет. 

## Історія монастиря
Заснований в 410-ті роки святим Гоноратом. Вже за його життя «споруджується храм Церкви Божої, що задовольняє потреби зібраної братії; влаштовуються келії, придатні для проживання ченців». До VIII століття монастир став одним з найвпливовіших в Європі, в ньому проживало більше 500 ченців. Леринські монахи відрізнялися аскетизмом і високою соціальною активністю, багато хто з них ставали єпископами або засновували нові монастирі. Леринському монастирю належали великі земельні наділи, в тому числі рибальське село Канни. 

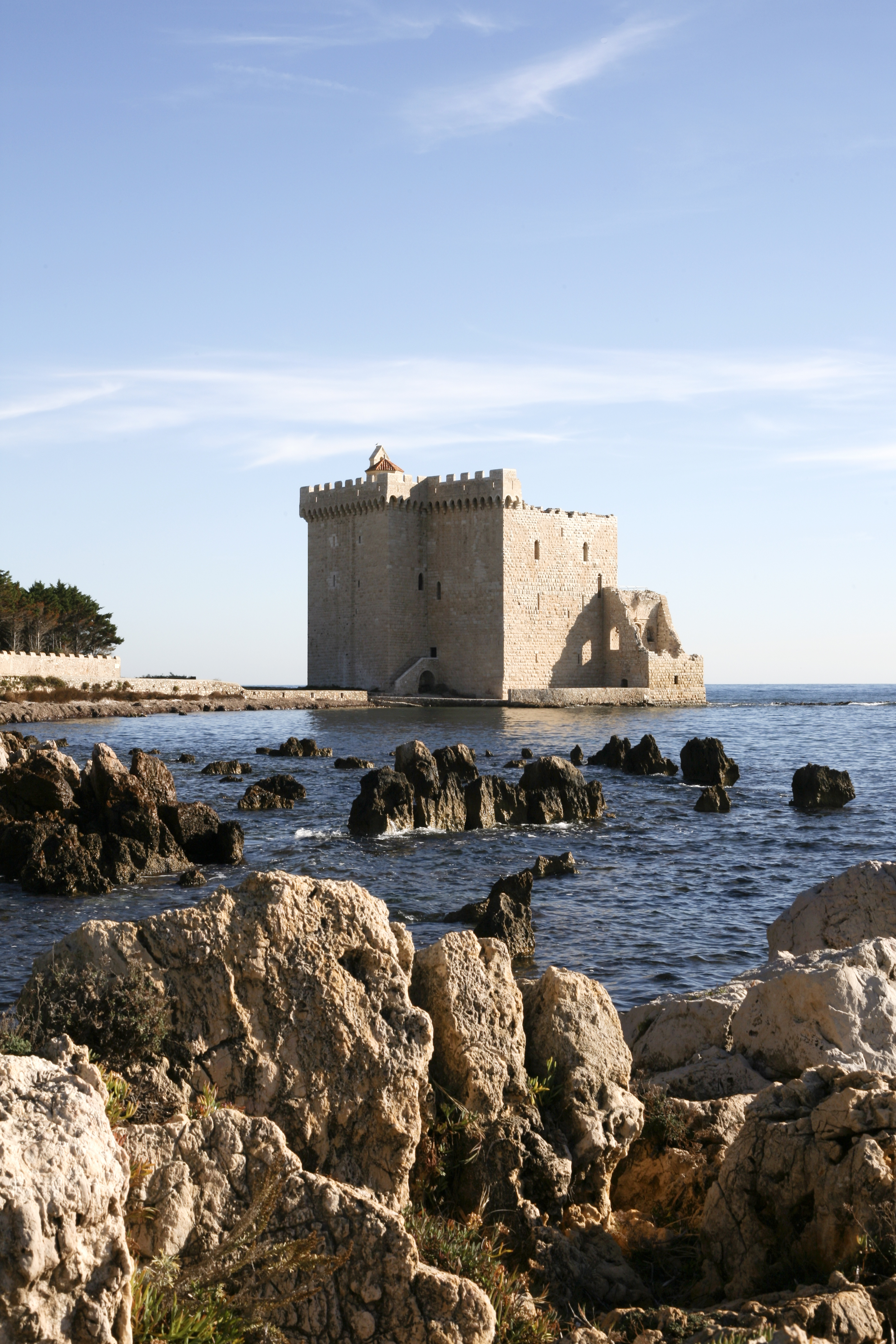
Одна з веж, що вціліли

В кінці XI століття поруч з монастирем був зведений п'ятиповерховий форт для захисту острова від нападу з моря. У ньому розташовувалися трапезна, бібліотека і капела. На острові, навколо монастиря, розташовані 7 каплиць, побудованих в XI–XVII століттях (одна з них — архангела Михайла зруйнована вщент). 
Основна монастирська будівля була зведена в XI столітті, але після закриття монастиря в 1789 році вона було зруйновано. Після закриття монастиря мощі святого Гонората, що зберігалися в ньому з 1391 року, були перенесені в кафедральний собор Грасса, де зберігаються по теперішній час. В середині XIX століття на острові відродилося чернече життя завдяки ордену цистерціанців. У 1859 році вони приступили до відновлення монастиря. Нова будівля була зведена в романському стилі, від оригінальних будівель були збережені тільки вежі і внутрішній двір. 
Для відвідування туристам доступні тільки монастирська церква, клуатр і невеликий музей з середньовічними рукописами. Велика частина східної половини острова повністю закрита для відвідувачів і носить назву «зона тиші». На острові ченці вирощують виноград, апельсини, лаванду, займаються виноробством. 

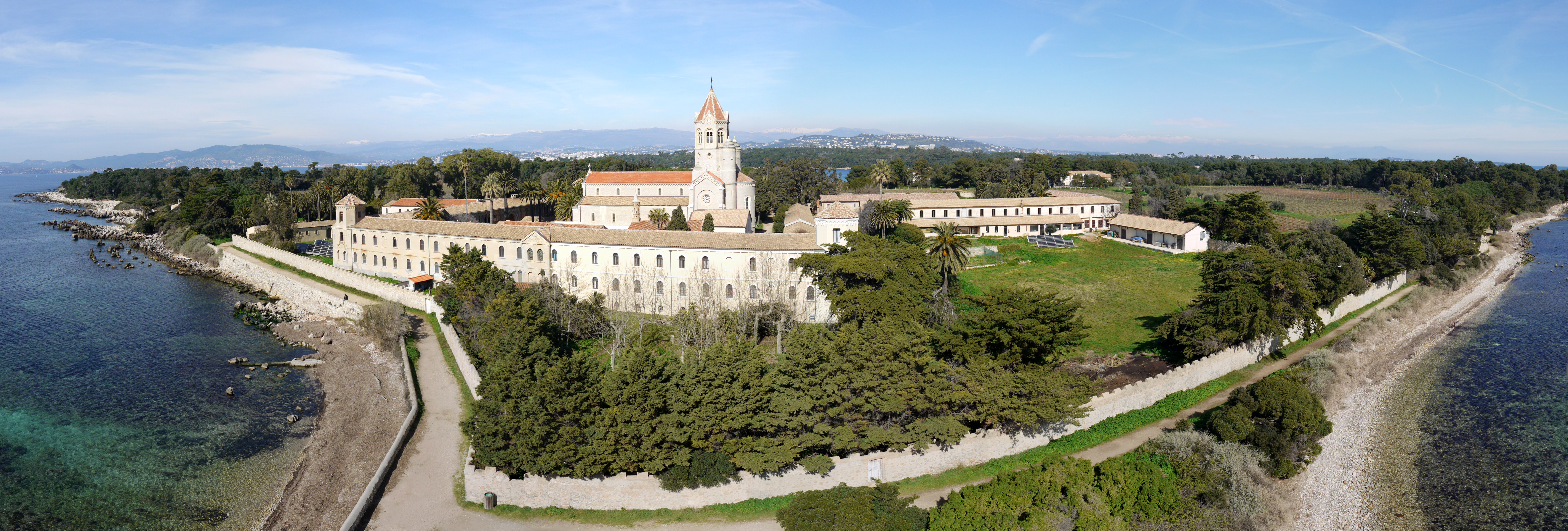
Загальний вигляд монастиря

## Відомі жителі монастиря

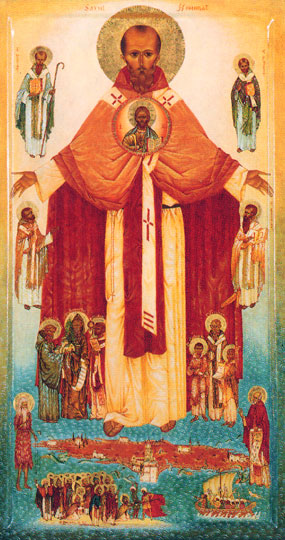
Святий Гонорат Арелатський, засновник Леринського монастиря

- рівноапостольний Патрик, просвітитель Ірландії;
- святитель Максим Регійський;
- святитель Іларій Арелатський, укладач життя святого Гонората;
- святитель Євхерій Ліонський;
- святитель Луп Труаський;
- святитель Фавст Регійський;
- святитель Цезарій Арелатський;
- святитель Агрікола Авіньйонський;
- преподобний Вікентій Лерінський, автор «Памятных записок».

Вже всі країни наперебій направляли туди шукаючих Бога. Всякий, хто бажав Христа, спрямовувався до Гонората, і рівним образом всякий, хто шукав Гонората, знаходив Христа. Бо там він був весь повний сил і влаштував серце своє, немов високу твердиню і найсвітліший храм. Бо там мешкали цнотливість, тобто святість, віра, мудрість і чеснота; там блищали праведність і істина. Отже, він широкими жестами і з розкритими обіймами закликав усіх у своє оточення, тобто в любов Христову; і всі, один за іншим, звідусіль стікалися до нього. І нині яка країна, який народ не мають в його монастирі своїх співгромадян?— Слово святого Іларія про життя святого Гонората, єпископа Арелатського